# L'Étoile de Bethléem
L'Étoile de Bethléem – ou en anglais The Star of Bethlehem – est un tableau du peintre britannique Edward Burne-Jones terminé en 1890. De format horizontal, cette grande aquarelle sur papier est une peinture chrétienne qui représente l'Adoration des mages dans un style préraphaélite. Elle figure les trois Rois mages debout leurs présents à la main devant Marie, quant à elle assise avec l'Enfant Jésus sur ses genoux. La scène se déroule en présence de Joseph ainsi que d'un ange qui lévite en portant l'étoile de Bethléem. Commandée en 1887 et exposée pour la première fois en 1891, l'œuvre est conservée au Birmingham Museum and Art Gallery, à Birmingham.